# Tamer Bayoumi
Pour les articles homonymes, voir Tamer.
Tamer Salah Ali Abdu Bayoumi (né le 12 avril 1982 à Alexandrie) est un taekwondoïste égyptien. Il a obtenu la médaille de bronze lors des Jeux olympiques d'été de 2004 dans la catégorie des moins de 58 kg.
Bayoumi a également été médaillé de bronze aux Championnats du monde 2007 à Pékin.
Au niveau continental, il est médaillé d'or des Championnats d'Afrique de taekwondo 2003, des Championnats d'Afrique de taekwondo 2005 et des Championnats d'Afrique de taekwondo 2010.